# Tomonori Hirayama
Tomonori Hirayama (平山 智規 Hirayama Tomonori?), född 9 januari 1978 i Shizuoka prefektur, är en japansk före detta fotbollsspelare.
Hirayama började sin karriär 1996 i Kashiwa Reysol. Han spelade 199 ligamatcher för klubben. Med Kashiwa Reysol vann han japanska ligacupen 1999. Han avslutade karriären 2007.